# Radiogalaxie

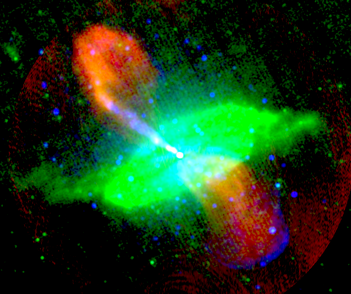
Imagini cu culori false a radiogalaxiei apropiate Centaurus A, arătând emisii radio (roșu), 24-micrometri infraroșii (verde) și 0,5-5 keV raze XX (albastru)..

O Radiogalaxie (asemănătoare cu quasarii și blazarii) este un tip de galaxie activă, care luminează la lungimi de undă radio, cu luminozități până la 1039 W între 10 MHz și 100 GHz. 
De obicei, acestea sunt eliptice și au un jet care țâșnește dintr-un nucleu compact. 
Domeniul astronomiei care se ocupă cu undele radio venite din spațiu și inclusiv cu radiogalaxiile se numeste radioastronomie.

## Exemple
- NGC 4261
- Messier 87[2]
- Centaurus A